# Andrés Túpac Amaru

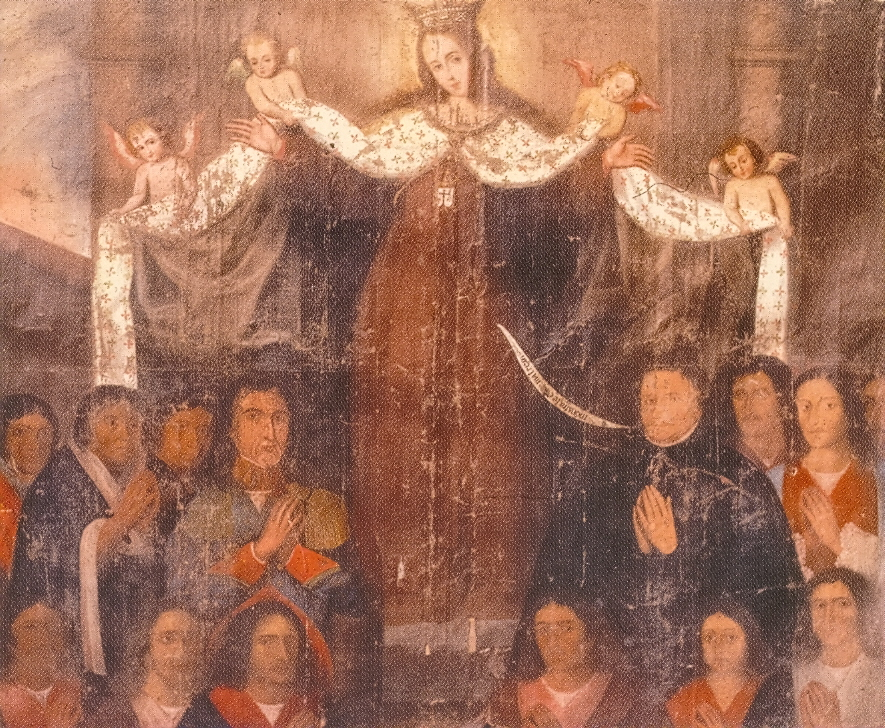
Túpac Amaru II y su familia, según un cuadro de autor desconocido. Andrés Túpac Amaru sería uno de los jóvenes de abajo. Iglesia de Yanaoca.

Anris Tupaq Amaru icha Andrés Mendigure Túpac Amaru (ca. 1763, La Paz, Virreinato del Perú - 2 de febrero de 1786, Peniche, Portugal) fue un mestizo y destacado comandante rebelde, sobrino de José Gabriel Túpac Amaru, líder de la mayor rebelión anticolonial del siglo XVIII. 
Conocido como el Inca Mozo, luego de la captura de Túpac Amaru II, aparece como nuevo líder junto a su tío Diego Cristóbal Túpac Amaru, su primo Mariano Túpac Amaru y otros comandantes quechuas y aymaras. Es conocido por dirigir el sitio de Sorata junto a Pedro Vilca Apaza donde fue su estrategia de represar el río la que permitió la victoria rebelde y la toma de Sorata.

## Infancia
El fue hijo de Pedro Mendigure, posterior comandante rebelde y primo de Micaela Bastidas, y de Cecilia Escalera Castro o Cecilia Túpac Amaru, prima hermana del inca Túpac Amaru II. Como el resto de su familia, adoptó el apellido Túpac Amaru, al ser descendientes del último inca de Vilcabamba, Túpac Amaru I.
Vinculado a las actividades comerciales y al arrieraje, pronto se relacionó con los grupos indígenas del Altiplano. 
«Es muy vivo y advertido y es el que gobierna las tierras» dijeron informes realistas sobre este joven mestizo.

## La gran rebelión
Tenía unos diecisiete años al momento de la rebelión. Ganó experiencia militar en la batalla de Sangarará y luego participó en el asedio del Cuzco, cuyos adversos resultados lo hicieron dejar Tinta el 6 de febrero de 1781 para marchar al Altiplano.
Andrés, junto con Diego Cristóbal y Mariano Túpac Amaru, se separaron de José Gabriel y Micaela Bastidas poco antes de su captura, e inmediatamente asumieron su liderazgo por los vínculos de sangre que reforzaban su posición entre los rebeldes. Miguel Bastidas, hermano de Micaela, también los acompañó.
Diego Cristóbal, Mariano y Andrés se movilizaron con rapidez y, en un intento de liberar a los líderes rebeldes, su familia, dirigieron un ataque sobre el pueblo de Layo que resultó infructuoso. Sin embargo, el 18 de abril, días después, Andrés y Diego Cristóbal se encaminaron hacia una división realista en el pueblo de Langui, donde Túpac Amaru fue capturado. El mariscal Del Valle informó que se ordenó el asesinato de todos los «blancos y mestizos de qualquiera edad o sexo y castigar y perseguir a los curas y sacerdotes de aquellos territorios».
Establecida como estrategia rebelde, continuar con el alzamiento en las provincias del sur del Cuzco y el Altiplano, la dirigencia insurgente fijó como objetivos la toma de Sorata, Puno y La Paz. Sobre la capital de Larecaja partieron columnas cusqueñas y azangarinas, bajo el mando de los jefes militares veteranos, Pedro Vilca Apaza, Miguel Bastidas y Andrés Túpac Amaru. 
El 4 de mayo de 1781 inició el sitio de Sorata al mando de 20.000 indígenas. Para vencer la resistencia de la ciudad, Andrés Túpac Amaru recurrió a la estrategia de desviar tres ríos y construir una represa para lanzar sus aguas contra las defensas realistas. El 5 de agosto se abrió la represa y la inundación rompió las barricadas del pueblo y neutralizó sus defensas.
Vinculado sentimentalmente a Gregoria Apaza, hermana de Túpac Catari, Andrés acudió en auxilio del líder aimara tras la captura de Sorata, llevando sus fuerzas a La Paz donde, a inicios de octubre, intentaría repetir la estrategia de Sorata represando el río Choquepayu para inundar la paz, pero el proyecto fracasó porque un muro de contención se rompió antes de poder desviar el agua. Con la llegada de 10.000 efectivos de refuerzo a La Paz, Andrés Túpac Amaru se retiró a Azángaro.
Con la firma del pacto de amnistía del 26 de enero de 1782, entre Diego Cristóbal y los realistas, miles de indígenas alcanzaron Sicuani para confirmar su aceptación de la paz. Andrés llegó a Sicuani el 1 de marzo para presentarse en persona a Del Valle y aceptar el cese al fuego.

## Prisión y muerte
Tras el indulto del Virrey de la ciudad de Lima, capital del Virreinato del Perú y la firma de Paz de Sicuani (1782) Andrés y los otros líderes regresaron a sus hogares. Sin embargo, fue envuelto en nuevas acusaciones, bajo las argucias de los españoles y criollos descontentos y detractores del indulto. 
En marzo de 1783, Andrés y toda su familia fueron arrestados y su tío Diego Cristóbal, ejecutado. El resto de la familia fue condenada a diez años de prisión y destierro perpetuo del Virreinato, ya que él y los demás líderes buscaban la independencia del Tahuantinsuyo en contra de los intereses del Virreinato peruano. 
Fue embarcado junto a su primo, Fernando Túpac Amaru, y otros prisioneros a bordo del navío de línea español San Pedro Alcántara. Habiendo zarpado del Callao por segunda vez el 16 de diciembre de 1784, la nave sufrió numerosas inundaciones hasta que, el 2 de febrero de 1786, finalmente encalló cerca de Peniche, Portugal. Andrés y otros 17 prisioneros no lograron sobrevivir, salvándose solamente 6, entre ellos su primo Fernando.

## Otras referencias
1. 1 2  Walker, Charles (2015). La rebelión de Túpac Amaru. Lima-Perú: IEP. p. 323.
2. 1 2 3 4  Walker, Charles (2015). «Las campañas del sur». La rebelión de Túpac Amaru. Lima-Perú: IEP. p. 235-260.
3. ↑  Walker, Charles (2015). «La rebelión en el limbo». La rebelión de Túpac Amaru. Lima-Perú: IEP. p. 281-308.
4. ↑  «NAUFRAGIO DEL SAN PEDRO DE ALCÁNTARA».

- Datos: Q3757190